# Marine Expeditionary Unit

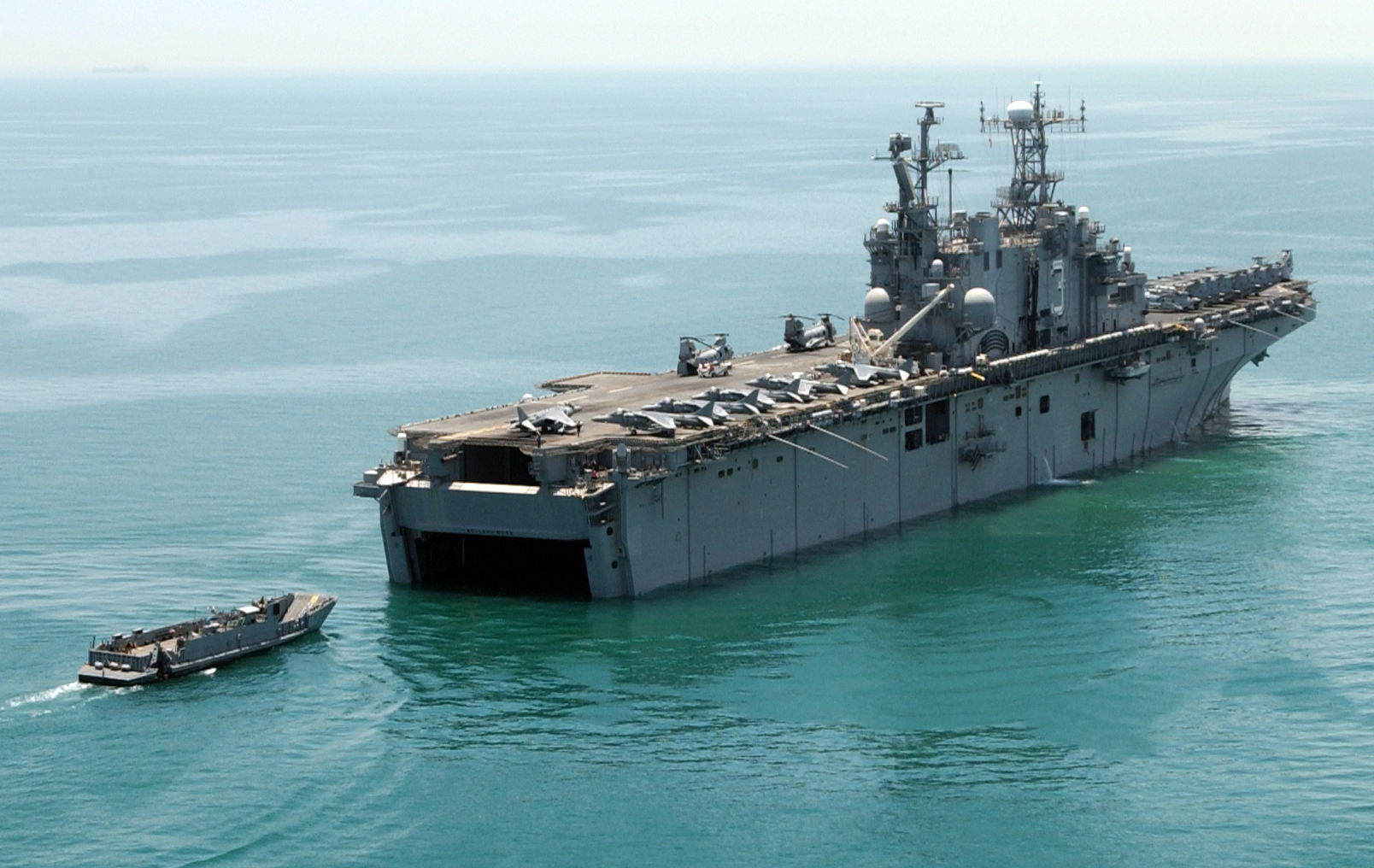
Un Landing Craft Utility retournant au qui appartient au 11th MEU.

Une Marine Expeditionary Unit (MEU), auparavant appelée Marine Amphibious Unit (MAU), est la plus petite force opérationnelle air-sol de Marines (MAGTF) du Corps des Marines des États-Unis. Chaque MEU est une force expéditionnaire rapidement déployable et prête pour une réponse immédiate pour n'importe quelle crise.
Une Marine Expeditionary Unit est normalement construite autour des composants essentiels d'une MAGTF : un bataillon d'infanterie de Marines pour le combat au sol, l'aviation de combat est fournie par un escadron mixte d'hélicoptères, d'un logistics combat element de la taille d'un bataillon, et d'un élément de commandement. Une MEU est forte d'environ 2 200 marines, commandés par un colonel, et est déployée à partir d'un navire d'assaut amphibie.

## Composantes
Une MEU typique est composée d'environ 2 200 Marines et marins. Il est équipé dans les années 2000 de :
| Qté    | Nom | Élément    |
| ------ | --- | ---------- |
| 4      | M1 Abrams | Sol        |
| 7 à 16 | Véhicule blindé léger                                                                                               | Sol        |
| 15     | Amphibious Assault Vehicle                                                                                          | Sol        |
| 6      | 155mm howitzer: M198 ou M777                                                                                        | Sol        |
| 8      | Mortier de 81 mm M252                                                                                               | Sol        |
| 8      | Missile antichar BGM-71 TOW                                                                                         | Sol        |
| 8      | missile antichar FGM-148 Javelin                                                                                    | Sol        |
| 4      | AH-1W SuperCobra | aviation   |
| 3      | UH-1N Twin Huey | aviation   |
| 12     | CH-46E Sea Knight                                                                                                   | aviation   |
| 6      | CH-53E Super Stallion                                                                                               | aviation   |
| 6      | Avion de combat AV-8B Harrier                                                                                       | aviation   |
| 2      | KC-130 Hercules (avion de transport et de ravitaillement) Note: généralement maintenue dans les États-Unis contigus | aviation   |
| 2      | unité de purification de l'eau à osmose inversé                                                                     | logistique |
| 1      | Unité Purificateur d'eau LMT 3000                                                                                   | logistique |
| 4      | Tractor, Rubber Tire, Articulated Steering                                                                          | logistique |
| 2      | Chariot élévateur tout terrain TX51-19M                                                                             | logistique |
| 3      | Bulldozer D7 | logistique |
| 1      | Medium Tactical Vehicle Replacement dump truck                                                                      | logistique |
| 4      | Mk48 Logistics Vehicle System                                                                                       | logistique |
| 7      | conteneurs de 500 gallons d'eau                                                                                     | multiple   |
| 63     | Humvee | multiple   |
| 30     | Medium Tactical Vehicle Replacement                                                                                 | multiple   |

De nombreux types de matériel sont, ou seront bientôt en phase transitoire car ils sont remplacés. Par exemple les MV-22 Osprey ont remplacé les CH-46 entre 2004 et 2014.

## Liste des MEU

### MEU de la côte ouest
Les MEU de la côte ouest relèvent de la I Marine Expeditionary Force, et leur principale zone d'opérations comprend l'ouest de l'océan Pacifique et l'océan Indien (en incluant le golfe Persique).
| Nom officiel                   | Insigne | QG                                           |
| ------------------------------ | ------- | -------------------------------------------- |
| 11th Marine Expeditionary Unit |         | Marine Corps Base Camp Pendleton, Californie |
| 13th Marine Expeditionary Unit |         | Marine Corps Base Camp Pendleton, Californie |
| 15th Marine Expeditionary Unit |         | Marine Corps Base Camp Pendleton, Californie |

### MEU de la côte est
Les MEU de la côte est relèvent de la II Marine Expeditionary Force, et leur principale zone d'opérations comprend l'ouest de l'océan Atlantique et la mer Méditerranée
| Nom officiel                   | Insigne | QG                                               |
| ------------------------------ | ------- | ------------------------------------------------ |
| 22nd Marine Expeditionary Unit |         | Marine Corps Base Camp Lejeune, Caroline du Nord |
| 24th Marine Expeditionary Unit |         | Marine Corps Base Camp Lejeune, Caroline du Nord |
| 26th Marine Expeditionary Unit |         | Marine Corps Base Camp Lejeune, Caroline du Nord |

### MEU du Japon
La 31st MEU est la MEU à être posté en permanence au Japon, maintenant une présence dans l'océan Pacifique, à tout moment, dans le cadre de la III Marine Expeditionary Force.
| Nom officiel                   | Insigne | QG                                    |
| ------------------------------ | ------- | ------------------------------------- |
| 31st Marine Expeditionary Unit |         | Marine Corps Base Camp Hansen Okinawa |